# منتخب الكونغو لكرة اليد للسيدات
منتخب الكونغو لكرة اليد للسيدات هو الممثل الرسمي لجمهورية الكونغو في رياضة كرة اليد. شارك في بطولة العالم لكرة اليد للسيدات 5 مرات وكانت المشاركة الأولى في سنة 1982، كان أفضل مركز له فيها هو الثاني عشر. شارك في كرة اليد في الألعاب الأولمبية الصيفية مرة واحدة وكانت تلك المشاركة في سنة 1980. شارك في بطولة أفريقيا لكرة اليد للسيدات 21 مرة وكانت المشاركة الأولى في سنة 1976، كان أفضل مركز له فيها هو الأول.